# Francesco Verducci
Francesco Verducci (Fermo, 5 ottobre 1972) è un politico italiano, dal 15 aprile 2021 vicepresidente della Commissione straordinaria per il contrasto dei fenomeni di intolleranza, razzismo, antisemitismo e istigazione all’odio e alla violenza.

## Biografia

### Studi e militanza studentesca
Impegnato in politica sin da giovanissimo nei movimenti studenteschi degli anni ottanta, frequenta il Liceo Scientifico 'Enrico Medi' di Montegiorgio, nel Fermano, dove è eletto per tutto il periodo di studi rappresentante studentesco e Presidente del Consiglio studentesco d'istituto. Si iscrive alla Lega Studenti Medi e alla Federazione Giovanile Comunista Italiana. 
Nel 1988, nel 1989 e nel 1990 partecipa ai corsi di formazione nazionale tenuti dalla Fgci presso le Frattocchie e sempre nel 1990 si iscrive al Partito Comunista Italiano. Nel 1992, dopo lo scioglimento del Pci, aderisce al neonato Partito Democratico della Sinistra.
Nell'autunno del 1991 si iscrive all'Università degli Studi 'La Sapienza' di Roma. Per tutto il periodo universitario è molto attivo politicamente nella mobilitazione per il diritto allo studio degli studenti universitari fuorisede. Nel 1996 si laurea in Lettere e Filosofia con una tesi su Ernesto Nathan.

### Dai DS al Partito Democratico
Dopo la laurea, lavora presso l'Ufficio Studi nazionale delle ACLI, guidato da Giuseppe Trotta, dove svolge ricerche sul welfare municipale e sull'operaismo politico degli anni sessanta entrando in contatto con personalità come Mario Tronti. Nell'ambito del primo governo de l'Ulivo, partecipa al tavolo permanente sul diritto allo studio istituito dal Ministro Luigi Berlinguer. Nel 1998 viene chiamato nella Segreteria regionale dei DS nelle Marche. Dal 2000 al 2006 ricopre l'incarico di Coordinatore della Segreteria regionale e responsabile organizzazione di una struttura con circa 300 unità di base e 20.000 iscritti. Nel 2004 è eletto Segretario provinciale dei DS del Fermano e nell'Assemblea nazionale dell'Ulivo. Nelle elezioni politiche del 2006 è candidato alla Camera dei Deputati nella Lista Uniti nell'Ulivo, e risulta per pochissimi voti primo dei non eletti nella Circoscrizione Marche. Dopo pochi mesi, nel settembre 2006 entra nella Segreteria nazionale dei DS, con il ruolo di Responsabile Comunicazione e Formazione politica. È tra coloro maggiormente impegnati nell'organizzazione dell'ultimo congresso nazionale dei DS, tenutosi a Firenze nell'aprile 2007, e nel lavoro costituente che porterà alla nascita del Partito Democratico. Dopo le primarie dell'ottobre 2007, entra nella Direzione nazionale del PD e guida il nuovo Dipartimento Comunicazione Online e New Media; in questa veste cura, tra le altre cose, il sito ufficiale del partito e il lancio della tv web e satellitare Youdem, che dirige fino a marzo 2009. Dal 2010 al 2012 ricopre l'incarico di vice responsabile vicario del Dipartimento Cultura e Informazione. Nel 2017 entra nell'Esecutivo nazionale del Partito Democratico con il ruolo di Responsabile Università e Ricerca.
Fa parte della Direzione nazionale e dell'Assemblea nazionale del Partito Democratico dalla sua fondazione.

### Università e ricerca
Al lavoro politico affianca il lavoro accademico e di ricerca. È Professore di Sociologia dei fenomeni politici all'Università degli Studi di Macerata, dove dal 2006 è ricercatore presso il Dipartimento di Scienze Politiche, della Comunicazione e delle Relazioni Internazionali. Tra le sue pubblicazioni, nel 2009 è uscito per la EUM Politica 2.0. Crisi e vitalità della democrazia nel tempo della società in rete.

## Carriera politica

### Deputato
Dall'8 ottobre 2012 diventa deputato della Repubblica, subentrato dopo la morte del collega Massimo Vannucci, resta in carica fino alla fine della XVI legislatura, come membro della Commissione Bilancio, ottenendo stanziamenti a sostegno delle popolazioni marchigiane colpite dagli eventi calamitosi del 2011 e del 2012.

### Senatore
Nel 2013 viene eletto senatore della XVII legislatura della Repubblica Italiana nella circoscrizione Marche per il Partito Democratico.
Componente della Commissione Affari Esteri (dal 7 gennaio 2015, essendo prima membro della V Commissione - Bilancio), nel febbraio 2015 viene eletto vicepresidente della Commissione di Vigilanza RAI. In rappresentanza del Senato, viene eletto nell'Assemblea parlamentare del Consiglio d'Europa come componente della Commissione per le migrazioni e i rifugiati.
Dal giugno 2013, è il coordinatore nazionale dell'associazione politica Rifare l'Italia, di cui è tra i principali animatori insieme a Matteo Orfini e Andrea Orlando. Alle Primarie del 2017 aderisce alla mozione Renzi-Martina dichiarando chiusa l'esperienza di Rifare l'Italia.
Alle elezioni politiche del 2018 viene rieletto al Senato, ricoprendo il ruolo di vicepresidente della Commissione Cultura e Istruzione. Nel dicembre 2019 è tra i 64 firmatari (di cui solo altri 6 del Pd) per il referendum confermativo sul taglio dei parlamentari svoltosi nel settembre 2020. Al referendum costituzionale del 20 e 21 settembre 2020, coerentemente a quanto fatto nel dicembre 2019 per bocciare la riforma, si schiera per il «no» assieme alla corrente orfiniana del PD.
È rieletto in Senato alle elezioni politiche del 2022.

#### Consiglio d'Europa e Unione interparlamentare
Dal 2013 al 2018 ha fatto parte dell'assemblea parlamentare del Consiglio d'Europa, come membro della Commissione per le migrazioni e i rifugiati.
Dal 2 agosto 2018 è vicepresidente del Gruppo Italiano dell'Unione Interparlamentare, organizzazione internazionale che riunisce i rappresentanti dei Parlamenti democraticamente eletti nel mondo, all'interno della quale presiede la sezione bilaterale di amicizia Italia-Messico.

#### Commissione Segre
Dal 15 aprile 2021 è vicepresidente della Commissione straordinaria contro l'istigazione all'odio e alla violenza, l'antisemitismo, il razzismo e le discriminazioni, presieduta dalla senatrice a vita Liliana Segre. È relatore del documento finale sulle attività svolte nell'ambito dell’indagine conoscitiva "sulla natura, le cause e gli sviluppi recenti del fenomeno dei discorsi d’odio, con particolare attenzione alla evoluzione della normativa europea in materia".

## Posizioni politiche

### Diritti umani
È stato primo firmatario della mozione per il conferimento della cittadinanza italiana all'attivista e ricercatore egiziano Patrick Zaki.
A causa delle continue violazioni dei diritti umani, documentate e denunciate da Onu e Consiglio d'Europa, si è sempre detto contrario agli accordi Italia-Libia, e ha sempre votato contro il rifinanziamento della cosiddetta guardia costiera libica.

### Scuola, Università e Ricerca
In parlamento ha condotto diverse battaglie contro il precariato e per il diritto allo studio. Nel 2021 ha presentato un'indagine conoscitiva sulla condizione studentesca e il precariato nella ricerca. Nel 2022 alcuni suoi emendamenti hanno portato a una riforma radicale del reclutamento universitario, modificando la legge Gelmini e introducendo norme fondamentali di contrasto al precariato nella ricerca.

### Cultura
In seguito alle difficoltà vissute dai lavoratori del mondo della cultura e dello spettacolo durante la pandemia di COVID-19, si è detto favorevole alla creazione di un welfare universale per i lavoratori della filiera. Sulla base della legge Orfini-Verducci sul settore creativo, nel 2022 è stata introdotta l'indennità di discontinuità per i lavoratori delle arti creative e performative, norma che riconosce la natura intermittente dei professionisti del mondo delle arti e dello spettacolo.
Grazie a una sua proposta di legge, il 5 aprile 2022 l'ex campo di prigionia di Servigliano è stato dichiarato monumento nazionale.

## Vita privata
Sposato con Maria Cristina Zanchelli, è padre di due figli, Federico e Tommaso.

## Opere
- Francesco Verducci, Politica 2.0. Crisi e vitalità della democrazia nel tempo della società in rete, Macerata, EUM, 2009, ISBN 978-88-60-56208-1.